# Montefalco (vin)

Vins de Montefalco

Les Montefalco  sont des vins italiens classés Vini DOC et DOCG produits à partir de raisins issus du cépage  Sagrantino dans la commune de Montefalco, province de Pérouse (Italie).

## Localisation
La zone de production Sagrantino a une surface de 670 ha. Elle englobe la totalité du territoire administratif de la commune de Montefalco ainsi que partiellement, ceux des communes de Bevagna, Gualdo Cattaneo, Castel Ritaldi et Giano dell'Umbria tous situés dans la province de Pérouse.

## Production
Les 670 ha sont exploités par environ 350 producteurs viticoles et la mise en bouteille est réalisée par 89 exploitants.

## Liste des vins
- Montefalco Sagrantino passito
- Montefalco Sagrantino secco
- Montefalco rosso
- Montefalco rosso riserva
- Sagrantino di Montefalco

## Sources
- Voir liens externes